# Kalamazoo Wings (ECHL)
Die Kalamazoo Wings, üblicherweise abgekürzt zu K-Wings, sind eine US-amerikanische Eishockeymannschaft aus Kalamazoo, Michigan. Das Team spielt seit 2009 in der ECHL. In der National Hockey League besteht eine Kooperation mit den Vancouver Canucks.

## Geschichte
Die Michigan K-Wings aus der International Hockey League wurden nach der Beendigung ihrer Kooperation mit den Dallas Stars aus der National Hockey League aufgelöst. Stattdessen siedelten die Verantwortlichen der Michigan K-Wings das Franchise der Madison Kodiaks aus der United Hockey League nach Kalamazoo, Michigan, um und benannten es in Kalamazoo Wings, den Namen, den die Michigan K-Wings ursprünglich trugen. Ihre erfolgreichste Spielzeit absolvierte die Mannschaft in der Saison 2005/06, als sie zunächst die reguläre Saison auf dem ersten Platz der Central Division abschlossen. In den folgenden Playoffs schlugen sie nach Siegen über die Motor City Mechanics und Rockford IceHogs im Finale um den Colonial Cup die Danbury Trashers mit 4:1-Siegen in der Best-of-Seven-Serie.
In der Saison 2006/07 unterlagen die Kalamazoo Wings im Finale um den Colonial Cup den Rockford IceHogs. Anschließend verbrachten sie noch weitere zwei Spielzeiten in der mittlerweile in International Hockey League umbenannten Liga, ehe sie am 9. Juni 2009 in die ECHL aufgenommen wurden.
Die Kalamazoo Wings sind überregional für ihre Motto-Spiele bekannt. Dazu gehören das Green Ice Game (am Saint Patrick’s Day), Pink Ice Game (am Valentinstag), Orange Ice Game (an Halloween) sowie das Golden Ice Game (ein von McDonald’s gesponsertes Event).

## Saisonstatistik
Abkürzungen: GP = Spiele, W = Siege, L = Niederlagen, T = Unentschieden, OTL = Niederlagen nach Overtime SOL = Niederlagen nach Shootout, Pts = Punkte, GF = Erzielte Tore, GA = Gegentore, PIM = Strafminuten
| Saison  | GP | W  | L  | T | OTL | SOL | Pts | GF  | GA  | Platz       | Playoffs                        |
| 2000/01 | 74 | 37 | 31 | — | 6   | —   | 80  | 220 | 220 | 3., UHLSW   | Niederlage in der ersten Runde  |
| 2001/02 | 74 | 29 | 37 | — | 8   | —   | 66  | 213 | 277 | 6., UHLW    | nicht qualifiziert              |
| 2002/03 | 76 | 29 | 39 | — | 8   | —   | 66  | 210 | 282 | 5., Western | nicht qualifiziert              |
| 2003/04 | 76 | 45 | 22 | — | 9   | —   | 99  | 281 | 207 | 4., Western | Niederlage in der ersten Runde  |
| 2004/05 | 80 | 50 | 24 | — | 6   | —   | 106 | 257 | 204 | 2., Central | Niederlage in der ersten Runde  |
| 2005/06 | 76 | 52 | 17 | — | —   | 7   | 111 | 332 | 183 | 1., Central | Colonial Cup                    |
| 2006/07 | 76 | 47 | 23 | — | —   | 6   | 100 | 251 | 191 | 2., Eastern | Niederlage im Finale            |
| 2007/08 | 76 | 31 | 34 | — | 5   | 6   | 73  | 242 | 252 | 5., IHL     | nicht qualifiziert              |
| 2008/09 | 76 | 44 | 29 | — | 2   | 1   | 91  | 274 | 253 | 4., IHL     | Niederlage in der ersten Runde  |
| 2009/10 | 72 | 42 | 20 | — | 6   | 4   | 94  | 273 | 243 | 1., North   | Niederlage in der ersten Runde  |
| 2010/11 | 72 | 40 | 24 | — | 2   | 6   | 88  | 255 | 225 | 1., North   | Niederlage im Finale            |
| 2011/12 | 72 | 38 | 26 | — | 2   | 6   | 84  | 264 | 237 | 1., North   | Niederlage in der dritten Runde |
| 2012/13 | 72 | 34 | 30 | — | 4   | 4   | 76  | 205 | 215 | 3., North   | nicht qualifiziert              |
| 2013/14 | 72 | 42 | 22 | — | 0   | 5   | 82  | 224 | 197 | 1., North   | Niederlage in der ersten Runde  |

## Team-Rekorde

### Karriererekorde
Spiele: 349  Tyler Willis
Tore: 125  Nick Bootland
Assists: 168  Sam Ftorek
Punkte: 241  Tyler Willis
Strafminuten: 1463  Tyler Willis
(Stand: Saisonende 2013/14)

## Gesperrte Nummern
- #22 Mike Wanchuk